# Zacharie Robichon

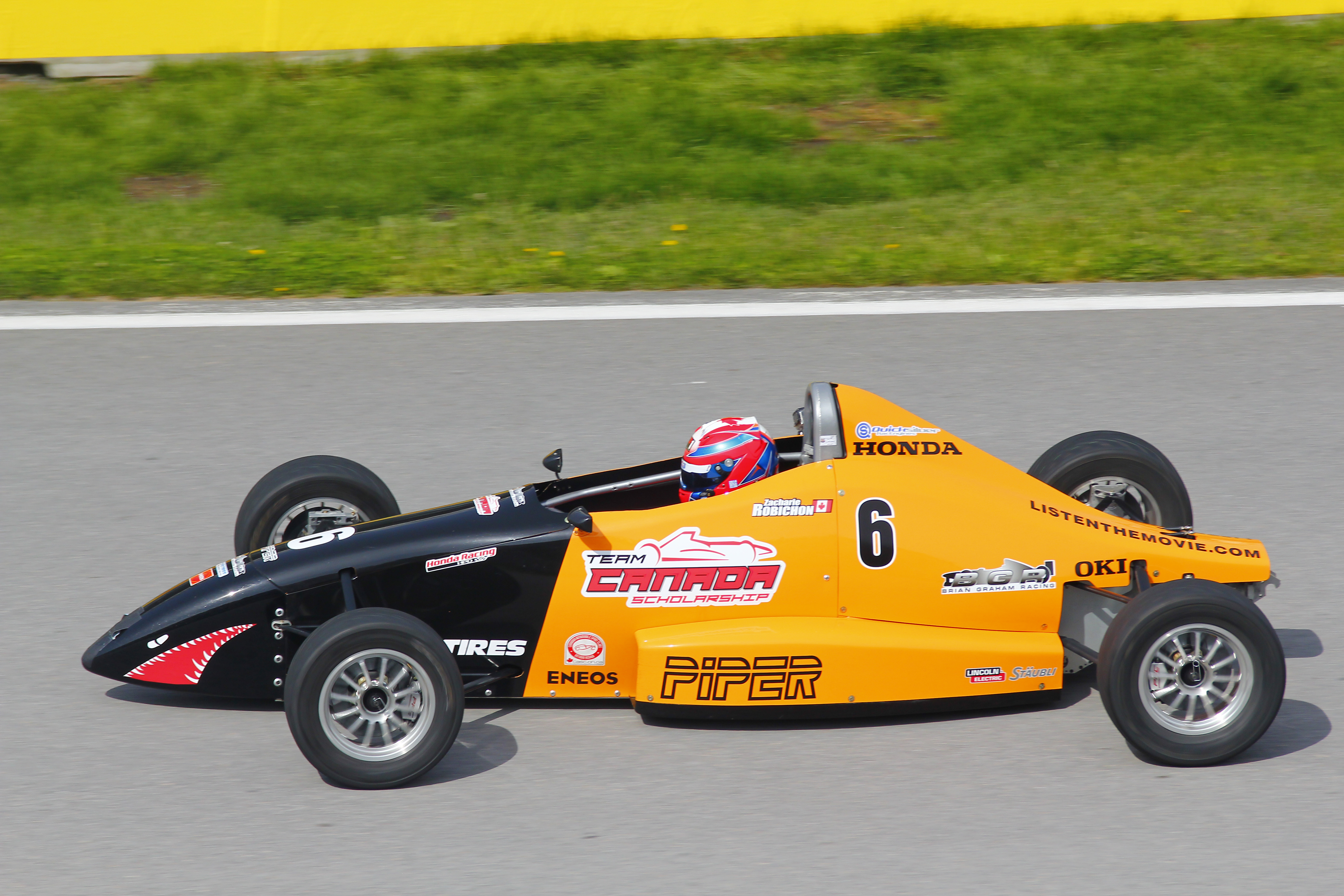
Zacharie Robichon 2015 im Formel-Ford-Rennwagen

Zacharie Richard Robichon (* 31. Mai 1992 in Ottawa) ist ein kanadischer Autorennfahrer.

## Karriere als Rennfahrer
Nach den für seine Rennfahrergeneration fast schon obligatorischen Kartrennen begann die Monopostokarriere von Zacharie Robichon 2013 in der Formel Ford, wo er 2015 Zweiter in der Toyo Tires F1600 Championship Series wurde. Mit dem Beginn der Rennsaison 2016 wechselte er in den GT-Sport und etablierte sich als erfolgreicher Porsche-Pilot.
Nach einem dritten Rang 2016 (hinter Daniel Morad und Scott Hargrove ) und dem zweiten Rang 2017 (hinter Hargrove) gewann er 2018  die Ultra 94 GT3 Cup Challenge Canada. Auch in der IMSA WeatherTech SportsCar Championship war er erfolgreich. 2021 gewann er dort die Gesamtwertung der GTD-Klasse.

## Statistik

### Le-Mans-Ergebnisse
| Jahr | Team                 | Fahrzeug                         | Teamkollege   | Teamkollege        | Platzierung | Ausfallgrund |
| ---- | -------------------- | -------------------------------- | ------------- | ------------------ | ----------- | ------------ |
| 2022 | Proton Competition   | Porsche 911 RSR-19               | Matt Campbell | Michael Fassbender | Rang 51     |              |
| 2023 | Proton Competition   | Porsche 911 RSR-19               | Ryan Hardwick | Jan Heylen         | Ausfall     | Unfall       |
| 2024 | Proton Competition   | Ford Mustang GT3                 | Ryan Hardwick | Ben Barker         | Rang 46     |              |
| 2025 | Heart of Racing Team | Aston Martin Vantage AMR GT3 Evo | Mattia Drudi  | Ian James          | Rang 36     |              |

### Sebring-Ergebnisse
| Jahr | Team                 | Fahrzeug                         | Teamkollege      | Teamkollege      | Platzierung             | Ausfallgrund |
| ---- | -------------------- | -------------------------------- | ---------------- | ---------------- | ----------------------- | ------------ |
| 2019 | Pfaff Motorsports    | Porsche 911 GT3 R                | Scott Hargrove   | Lars Kern        | Rang 28                 |              |
| 2021 | Pfaff Motorsports    | Porsche 911 GT3 R                | Laurens Vanthoor | Lars Kern        | Rang 18 und Klassensieg |              |
| 2022 | Wright Motorsports   | Porsche 911 GT3 R                | Ryan Hardwick    | Jan Heylen       | Rang 36                 |              |
| 2023 | Wright Motorsports   | Porsche 911 GT3 R                | Ryan Hardwick    | Jan Heylen       | Rang 27                 |              |
| 2024 | Heart of Racing Team | Aston Martin Vantage AMR GT3 Evo | Ian James        | Roman De Angelis | Rang 32                 |              |
| 2025 | Heart of Racing Team | Aston Martin Vantage AMR GT3 Evo | Tom Gamble       | Casper Stevenson | Rang 29                 |              |

### Einzelergebnisse in der FIA-Langstrecken-Weltmeisterschaft
| Saison | Team               | Rennwagen                    | 1   | 2   | 3   | 4   | 5   | 6   | 7   | 8   |
| ------ | ------------------ | ---------------------------- | --- | --- | --- | --- | --- | --- | --- | --- |
| 2022   | Proton Competition | Porsche 911 RSR              | SEB | SPA | LEM | MON | FUJ | BAH |     |     |
| 2022   | Proton Competition | Porsche 911 RSR              | 51  |     |     |     |     |     |     |     |
| 2023   | Proton Competition | Porsche 911 RSR              | SEB | POR | SPA | LEM | MON | FUJ | BAH |     |
| 2023   | Proton Competition | Porsche 911 RSR              |     | 29  | 23  | DNF |     |     |     |     |
| 2024   | Proton Competition | Ford Mustang GT3             | KAT | IMO | SPA | LEM | SAO | AUS | FUJ | BAH |
| 2024   | Proton Competition | Ford Mustang GT3             | 26  | 26  | 24  | 46  | 25  | 21  | 27  | DNF |
| 2025   | Heart of Racing    | Aston Martin Vantage AMR GT3 | KAT | IMO | SPA | LEM | SAO | AUS | FUJ | BAH |
| 2025   | Heart of Racing    | Aston Martin Vantage AMR GT3 | 23  | DNF | 19  | 36  | 31  |     |     |     |